# Academia Diplomatică Internațională
Academia Diplomatică Internațională este o organizație internațională neguvernamentală, cu sediul la Paris, creată în 1926, în scopul efectuării de studii asupra principalelor probleme politice cu care este confruntată omenirea. Printre președinții Academiei s-a numărat și Nicolae Titulescu.